# Rácz Sándor (színművész)
Rácz Sándor (Szamosnagyfalu, 1785. május 7. – Miskolc, 1858. december 20.) magyar színész.

## Élete
Nemes családban született, Kolozsvárott nevelte Pánffy Sándornénál, itt végezte a kollégiumot. Pályafutását Kolozsvárott kezdte 1810-ben, tíz évig itt működött, s dolgozott még díszítőként és pénztárosként is. 1810-ben játszott Máramarosszigeten. 
1823-ig Erdélyben voltak fellépései, részt vett a miskolci színház felavatásán is. Miskolcra költözött és a városban megforduló társulatok tagja lett, kisebb turnékra is elment velük. Meg akarták választani Sátoraljaújhelyre jegyzőnek, de ezt az ajánlatot visszautasította. Igen népszerű és mindenki által ismert egyén volt. 
A szabadságharc alatt Sándorfira változtatta nevét. Egressy Ákos Miskolcon nála lakott, mint diák, s nagyon szerette. 1848. szeptember 5-én a verbászi kórházban, ahol betegen feküdt, felkereste és ápolta Egressyt. Utolsó fellépésére 1854-ben került sor. Külsejének köszönhetően többnyire komikus szerepeket játszott. 
1858. december 20-án hunyt el végelgyengülésben, 1858. december 22-én helyezték örök nyugalomra.

## Fontosabb szerepei
- Janó (Holbein: Frigyesi Elek)
- Bohó Misi (Schröder)
- Habakuk (Hensler: A prágai két néne)
- Gyáva Peti (Kotzebue: Koponyai)

## Könyve
- Emléklapok egy agg színész életéből (Miskolc, 1856).